# Chen Yifei
Chen Yifei (en xinès tradicional: 陳逸飛; en xinès simplificat: 陈逸飞; en pinyin: Chén Yìfēi) va néixer el 12 d'abril de 1946 a Ningbo en la província de Zhejiang i mort el 10 d'abril de 10 d'abril de 2005. Fou un pintor a l'oli i cineasta xinès.Quan era un nen la seva família es va traslladar a Xangai, Fou un dels primers artistes autoritats el 1980 a viatjar als Estats Units. De tornada a la Xina el 1990, va residir a Xangai. Entre les seves pel·lícules destaca un documental sobre els refugiats jueus a Xangai abans del 1949. cinema va dedicar un document. Va morir mentre treballava en un llargmetratge.

## Obra pictòrica
Pintor a l'oli d'estil tradicional xinès. A Xanghai va estudiar art soviètic seguint la línia oficial del “realisme socialista”. El 1965 es va graduar a la Universitat d'Art de Xangai. Als inicis de la Revolució Cultural va tenir problemes essent acusat de reaccionari però degut a la seva vàlua artística fou protegit per les autoritats i va acabar un dels més famosos pintor de la Revolució Cultural. Més endavant deixà enrere la iconografia revolucionària i acrítica i les seves obres mostren una barreja melancòlica de realisme i romanticisme amb tocs modernitzants, representant temes xinesos (dones smb vestits tradicionals, etc.), fent servir colors foscos i densos. Als Estats Units va estudiar al Hunter College i les seves obres van ser exhibides en una exposició en solitari a la Hammer Gallery. Quan va tornar al seu país alguns crítics el van considerar massa comercial. Va viatjar al Tibet pintant paisatges. Com empresari va dedicar-se a la decoració.